# 2022–2023-as NBA-szezon
A 2022–2023-as NBA-szezon a National Basketball Association 77. szezonja. Az alapszakasz 2022 októberében kezdődött és 2023 áprilisában fejeződött be. A 2023-as All Star-gálát a Vivint Arenában, Salt Lake Cityben tartották, 2023. február 19-én. A címvédő a Golden State Warriors volt, a bajnok pedig a Denver Nuggets lett.
Az NBA 2022 augusztusában visszavonultatta Bill Russel mezszámát az egész bajnokságban, így más játékos már nem léphet pályára a kosárlabdalegenda számával a hátán.

## Tranzakciók

### Edzőváltások
| Csapat               | 2021–2022-es szezon  | Indok                | 2022–2023-as szezon      | 2022–2023-as szezon | For.          |
| Csapat               | 2021–2022-es szezon  | Indok                | Új edző                  | Korábbi pozíciók az NBA-ben | For.          |
| Szezon kezdete előtt | Szezon kezdete előtt | Szezon kezdete előtt | Szezon kezdete előtt     | Szezon kezdete előtt | For.          |
| -------------------- | -------------------- | -------------------- | ------------------------ | --- | ------------- |
| Los Angeles Lakers   | Frank Vogel          | Kirúgva              | Darvin Ham               | - Los Angeles Lakers (asszisztens) - Atlanta Hawks (asszisztens) - Milwaukee Bucks (asszisztens) | [ 3 ] [ 4 ]   |
| Sacramento Kings     | Alvin Gentry         | Kirúgva              | Mike Brown               | - Washington Wizards (asszisztens) - San Antonio Spurs (asszisztens) - Indiana Pacers (asszisztens) - Cleveland Cavaliers - Los Angeles Lakers - Cleveland Cavaliers - Golden State Warriors (asszisztens) | [ 5 ] [ 6 ]   |
| Charlotte Hornets    | James Borrego        | Kirúgva              | Steve Clifford           | - New York Knicks (asszisztens) - Houston Rockets (asszisztens) - Orlando Magic (asszisztens) - Los Angeles Lakers (asszisztens) - Charlotte Bobcats/Hornets - Orlando Magic                               | [ 7 ] [ 8 ]   |
| Utah Jazz            | Quin Snyder          | Lemondott            | Will Hardy               | - San Antonio Spurs (asszisztens) - Boston Celtics (asszisztens) | [ 9 ] [ 10 ]  |
| Boston Celtics       | Ime Udoka            | Felfüggesztve        | Joe Mazzulla (megbízott) | - Boston Celtics (asszisztens) | [ 11 ] [ 12 ] |
| A szezon közben      |                      |                      |                          | |               |
| Brooklyn Nets        | Steve Nash           | Kirúgva              | Jacque Vaughn            | - San Antonio Spurs (asszisztens) - Orlando Magic - Brooklyn Nets (asszisztens) - Brooklyn Nets (megbízott) - Brooklyn Nets (asszisztens)                                                                  | [ 13 ]        |
| Boston Celtics       | Ime Udoka            | Felfüggesztve        | Joe Mazzulla             | - Boston Celtics (asszisztens) - Boston Celtics (megbízott) | [ 14 ]        |

### Visszavonulások
- 2022. július 21.: J. J. Barea bejelentette, hogy visszavonul a kosárlabdától. Egyszeres NBA-győztes, 2011-ben a Dallas Mavericks tagjaként lett bajnok. Többszörös aranyérmes a Puerto Ricó-i válogatottal.[15]
- 2022. augusztus 20.: Gustavo Ayón bejelentette, hogy visszavonul a kosárlabdától. Három szezont játszott az NBA-ben, többszörös bajnok lett az Euroligában és a spanyol első osztályban 16 éves karrierje során.[16]
- 2022. szeptember 3.: Jodie Meeks bejelentette, hogy visszavonul a profi kosárlabdától.13 éves pályafutása során hét NBA-csapatban játszott és 2019-ben bajnok lett a Toronto Raptors csapatában.[17]
- 2022. szeptember 6.: Toure’ Murry bejelentette, hogy visszavonul a profi kosárlabdától. Két év alatt három csapatban játszott az NBA-ben és több csapatban külföldön.[18]
- 2022. október 26.: Gal Mekel bejelentette, hogy visszavonul a profi kosárlabdától. Két év alatt két csapatban játszott az NBA-ben és több csapatban külföldön.[19]
- 2022. november 29.: Chandler Hutchison bejelentette, hogy visszavonul a profi kosárlabdától. Négy év alatt három csapatban játszott az NBA-ben. Mindössze 26 éves volt.[20]
- 2022. december 15.: Tyrell Terry bejelentette, hogy visszavonul a profi kosárlabdától. Két év alatt két csapatban játszott az NBA-ben. Mindössze 22 éves volt.[21]

### Igazolások
Az igazolási időszak 2022. június 1-én kezdődött. Nikola Jokić minden idők legnagyobb értékű szerződéshosszabbítását írta alá, amely öt év alatt 261 millió dollárt ért. Többen is aláírtak öt év alatt legalább 200 millió dollárt érő szerződéseket, mint Karl-Anthony Towns, Devin Booker és Ja Morant. 2022. július 14-én Deandre Ayton aláírta minden idők legnagyobb szerződés-ajánlatát az Indiana Pacers csapatával, ami szerint négy év alatt 133 millió dollárt keres (a Phoenix Suns egy nappal később megtette ugyanezt az ajánlatot, így megtarthatta a korlátozott szabadügynök játékost).
2022 júliusában a Philadelphia 76ers-t megbüntették, amiért idő előtt elkezdett tárgyalni P.J. Tuckerrel és Danuel House-zal. Elvették két második köri választásukat.

### Játékos-tranzakciók
- 2022. június 23.: draft napi tranzakciók
- 2022. június 24.: Atlanta Hawks – Golden State Warriors[24][25]
  - Hawks kapta: Tyrese Martin, pénzösszeg
  - Warriors kapta: Ryan Rollins
- 2022. június 24.: Charlotte Hornets – Minnesota Timberwolves[26]
  - Hornets kapta: Bryce McGowens
  - Timberwolves kapta: Josh Minott, 2023-as második köri választás[a]
- 2022. június 24.: Dallas Mavericks – Houston Rockets[27]
  - Mavericks kapta: Christian Wood
  - Rockets kapta: Sterling Brown, Trey Burke, Marquese Chriss, Boban Marjanović, Wendell Moore Jr.
- 2022. június 24.: Dallas Mavericks – Sacramento Kings[28]
  - Mavericks kapta: Jaden Hardy[b]
  - Kings kapta: 2024-es[c] és 2028-as második köri választás[c]
- 2022. június 24.: Houston Rockets – Minnesota Timberwolves[29]
  - Rockets kapta: TyTy Washington, 2025-ös és 2027-es második köri választás[d]
  - Timberwolves kapta: Wendell Moore Jr.
- 2022. június 24.: Indiana Pacers – Milwaukee Bucks[30]
  - Pacers kapta: pénzösszeg
  - Bucks kapta: Hugo Besson
- 2022. június 24.: Memphis Grizzlies – San Antonio Spurs[31]
  - Grizzlies kapta: Kennedy Chandler
  - Spurs kapta: 2024-es második köri választás, pénzösszeg[e]
- 2022. június 24.: Charlotte Hornets – Detroit Pistons – New York Knicks[32]
  - Hornets kapta: 2023-as első köri választás,[f] három 2023-as második köri választás,[g] 2024-es második köri választás[a]
  - Pistons kapta: Kemba Walker, Jalen Duren (2022-es 13. választás)
  - Knicks kapta: jövőbeli első köri Milwaukee Bucks-választás
- 2022. június 29.: San Antonio Spurs – Atlanta Hawks[33]
  - Spurs kapta: Danilo Gallinari, 2023-as,[h] 2025-ös[i] és 2027-es[i] első köri választás, 2026-os első köri választáscsere
  - Hawks kapta: Dejounte Murray, Jock Landale
- 2022. június 30.: Utah Jazz – Brooklyn Nets[34]
  - Jazz kapta: 2023-as első köri választás[j]
  - Nets kapta: Royce O’Neal
- 2022. július 1.: Indiana Pacers – Boston Celtics[35]
  - Pacers kapta: Daniel Theis, Aaron Nesmith, Nik Stauskas, Malik Fitts, Juwan Morgan, 2023-as első köri választás
  - Celtics kapta: Malcolm Brogdon
- 2022. július 6.: Phoenix Suns – Atlanta Hawks[36]
  - Suns kapta: Jock Landale
  - Hawks kapta: pénzösszeg
- 2022. július 6.: Sacramento Kings – Atlanta Hawks[37]
  - Kings kapta: Kevin Huerter
  - Hawks kapta: Maurice Harkless, Justin Holiday, 2024-es védett első köri választás[k]
- 2022. július 6.: Denver Nuggets – Portland Trail Blazers[38]
  - Nuggets kapta: Ismaël Kamagate draftjoga
  - Trail Blazers kapta: 2024-es második köri választás
- 2022. július 6.: Washington Wizards – Denver Nuggets[39]
  - Wizards kapta: Will Barton, Monte Morris
  - Nuggets kapta: Kentavious Caldwell-Pope, Ish Smith
- 2022. július 6.: Detroit Pistons – Portland Trail Blazers[40]
  - Pistons kapta: Gabriele Procida draftjoga, 2025-ös védett első köri választás,[l] két 2026-os első köri választás[m]
  - Trail Blazers kapta: Jerami Grant, Ismaël Kamagate draftjoga
- 2022. július 6.: Utah Jazz – Minnesota Timberwolves[41]
  - Jazz kapta: Malik Beasley, Patrick Beverley, Walker Kessler draftjoga, Jarred Vanderbilt, Leandro Bolmaro, 2023-as, 2025-ös és[d] 2027-es első köri választás,[n] 2029-es védett első köri választás,[o] 2026-os első köri választáscsere
  - Timberwolves kapta: Rudy Gobert
- 2022. július 9.: Boston Celtics – Indiana Pacers[42]
  - Celtics kapta: Malcolm Brogdon
  - Pacers kapta: Malik Fitts, Juwan Morgan, Aaron Nesmith, Nik Stauskas, Daniel Theis, 2023-as védett első köri választás[p]
- 2022. július 11.: Detroit Pistons – New York Knicks[43]
  - Pistons kapta: Alec Burks, Nerlens Noel, 2023-as és 2026-os második köri választás,[q] pénzösszeg
  - Knicks kapta: Nikola Radičević (2015, 57.) dratjoga, 2025-ös védett második köri választás[r]
- 2022. augusztus 25.: Los Angeles Lakers – Utah Jazz[44]
  - Lakers kapta: Patrick Beverley
  - Jazz kapta: Talen Horton-Tucker, Stanley Johnson
- 2022. szeptember 3.: Cleveland Cavaliers – Utah Jazz[45]
  - Cavaliers kapta: Donovan Mitchell
  - Jazz kapta: Colin Sexton, Lauri Markkanen, Ochai Agbaji, 2025-ös, 2027-es és 2029-es első köri választás, 2026-os és 2028-as első köri választáscsere
- 2022. szeptember 22.: Detroit Pistons – Utah Jazz[46]
  - Pistons kapta: Bojan Bogdanović
  - Jazz kapta: Saben Lee, Kelly Olynyk
- 2022. szeptember 27.: Atlanta Hawks – Oklahoma City Thunder[47]
  - Hawks kapta: Vít Krejčí
  - Thunder kapta: Maurice Harkless, 2025-ös második köri választás védettsége megváltoztatva,[s] 2029-es második köri választás
- 2022. szeptember 30.: Houston Rockets – Oklahoma City Thunder[48][49]
  - Rockets kapta: Derrick Favors, Maurice Harkless, Ty Jerome, Theo Maledon, 2026-os második köri választás,[t] pénzösszeg
  - Thunder kapta: Sterling Brown, Trey Burke, Marquese Chriss, David Nwaba
- 2023. január 5.: Boston Celtics – San Antonio Spurs[50]
  - Celtics kapta: 2024-es védett második köri választás[u]
  - Spurs kapta: Noah Vonleh, pénzösszeg
- 2023. január 23.: Washington Wizards – Los Angeles Lakers[51]
  - Wizards kapta: Kendrick Nunn, 2023-as második köri választás,[v] 2028-as második köri választás,[w] 2029-es második köri választás
  - Lakers kapta: Hacsimura Rui
- 2023. február 6.: Dallas Mavericks – Brooklyn Nets[52]
  - Mavericks kapta: Kyrie Irving, Markieff Morris
  - Nets kapta: Spencer Dinwiddie, Dorian Finney-Smith, 2029-es első köri választás, 2027-es és 2029-es második köri választás
- 2023. február 7.: Brooklyn Nets – Sacramento Kings[53]
  - Nets kapta: David Michineau draftjoga (2016, 39. hely)
  - Kings kapta: Kessler Edwards, pénzösszeg
- 2023. február 7.: Miami Heat – San Antonio Spurs[54]
  - Heat kapta: pénzösszeg
  - Spurs kapta: Dewayne Dedmon, 2028-as második köri választás[x]
- 2023. február 9.: Atlanta Hawks – Houston Rockets[55]
  - Hawks kapta: Bruno Fernando, Garrison Mathews
  - Rockets kapta: Justin Holiday, Frank Kaminsky, 2024-es második köri választás,[y] 2025-ös második köri választás[y]
- 2023. február 9.: Boston Celtics – Oklahoma City Thunder[56]
  - Celtics kapta: Mike Muscala
  - Thunder kapta: Justin Jackson, 2023-as második köri választás,[z] 2029-es második köri választás[aa]
- 2023. február 9.: New Orleans Pelicans – San Antonio Spurs[57]
  - Pelicans kapta: Josh Richardson
  - Spurs kapta: Devonte’ Graham, 2024-es második köri választás,[ab] 2026-os második köri választás,[ab] 2028-as második köri választás,[ab] 2029-es második köri választás[ab]
- 2023. február 9.: Oklahoma City Thunder – Phoenix Suns
  - Thunder kapta: Dario Šarić
  - Suns kapta: Darius Bazley, 2029-es második köri választás,[ac] pénzösszeg[58]
- 2023. február 9.: Charlotte Hornets – Los Angeles Clippers
  - Hornets kapta: Reggie Jackson, 2028-as második köri választás,[ad] pénzösszeg
  - Clippers kapta: Mason Plumlee
- 2023. február 9.: Houston Rockets – Los Angeles Clippers – Memphis Grizzlies
  - Rockets kapta: Danny Green, John Wall, 2023-as első köri választáscserejog[ad]
  - Clippers kapta: Eric Gordon, 2024-es második köri választás,[ae] 2024-es második köri választás,[af] 2027-es második köri választás[ae]
  - Grizzlies kapta: Luke Kennard, 2026-os második köri választáscserejog
- 2023. február 9.: Los Angeles Lakers – Utah Jazz – Minnesota Timberwolves[59]
  - Lakers kapta: D’Angelo Russell, Malik Beasley, Jarred Vanderbilt
  - Jazz kapta: Russell Westbrook, Juan Toscano-Anderson, Damian Jones, 2027-es védett első köri választás[ag]
  - Timberwolves kapta: Mike Conley Jr., Nickeil Alexander-Walker, 2024-es második köri választás,[ah] 2025-ös második köri választás,[ai] 2026-os második köri választás[ai]
- 2023. február 9.: Atlanta Hawks – Detroit Pistons – Golden State Warriors – Portland Trail Blazers[60]
  - Hawks kapta: Saddiq Bey
  - Pistons kapta: James Wiseman
  - Warriors kapta: Gary Payton II, 2026-os második köri választás,[aj] 2028-as második köri választás[aj]
  - Trail Blazers kapta: Kevin Knox II, 2023-as második köri választás,[aj] 2024-es védett második köri választás,[aj] 2025-ös védett második köri választás,[aj] 2026-os védett második köri választás,[ae] 2028-as második köri választás[ak]
- 2023. február 9.: Phoenix Suns – Brooklyn Nets – Milwaukee Bucks – Indiana Pacers[61][62]
  - Suns kapta: Kevin Durant, TJ Warren
  - Nets kapta: Mikal Bridges, Cam Johnson, Juan Pablo Vaulet darftjoga (2015, 39. hely), 2023-as első köri választás,[ac] 2025-ös első köri választás,[ac] 2027-es első köri választás,[ac] 2028-as első köri választáscsere,[ac] 2028-as második köri választás,[l] 2029-es első köri választás,[ac] 2029-es második köri választás[l]
  - Bucks kapta: Jae Crowder
  - Pacers kapta: Jordan Nwora, George Hill, Serge Ibaka, 2023-as második köri választás,[l] 2024-es második köri választás,[l] 2025-ös második köri választás,[al] pénzösszeg
- 2023. február 9.: San Antonio Spurs – Toronto Raptors[63]
  - Raptors kapta: Jakob Poeltl
  - Spurs kapta: Khem Birch, 2024-es védett első köri választás,[af] 2023-as második köri választás,[af] 2025-ös második köri választás[af]
- 2023. február 9.: Portland Trail Blazers – New York Knicks – Charlotte Hornets – Philadelphia 76ers[64]
  - Trail Blazers kapta: Cam Reddish, Ryan Arcidiacono, Matisse Thybulle, Ante Tomić draftjoga (2008, 44. hely), 2023-as első köri választás,[a] 2029-es második köri választás[am]
  - Knicks kapta: Josh Hart, Dani Díez draftjoga (2015, 54. hely), Bojan Dubljević draftjoga (2013, 59. hely)
  - Hornets kapta: Szvjatoszlav Mihajljuk, 2023-as második köri választás,[an] 2027-es második köri választás[am]
  - 76ers kapta: Jalen McDaniels, 2024-es második köri választás,[h] 2029-es második köri választás[am]
- 2023. február 9.: Los Angeles Lakers – Denver Nuggets – Orlando Magic – Los Angeles Clippers[65]
  - Lakers kapta: Mo Bamba, Davon Reed, második köri választás,[ao] 2024-es második köri választás,[ad] 2025-ös második köri választás[ad]
  - Nuggets kapta: Thomas Bryant
  - Magic kapta: Patrick Beverley, 2024-es második köri választás,[ao] pénzösszeg
  - Clippers kapta: Bones Hyland

Jegyzetek
1. 1 2 3  New York választása
2. ↑  Dallas hivatalos weboldala szerint megszerezték Hardy draftjogát, Sacramento hivatalos bejelentése szerint pedig megegyeztek a választás elcserélésében, így valószínű, hogy Dallas kapta a Kings választását, ezzel együtt Hardyt.
3. 1 2  Dallas Mavericks választása
4. 1 2  Minnesota választásai
5. ↑  A Los Angeles Lakers választása
6. ↑  Denver választása. Charlotte akkor kapja meg a választást, ha a 15–30. hely közé esik, ha nem akkor ugyanezzel a kitétellel 2024-ban vagy 2025-ben. Ha addig nem teljesül be, 2025 után a Denver 2025-ös vagy 2026-os második köri választása lesz belőle.
7. ↑  New York és Utah választása, illetve Oklahoma City, Washington és Dallas vagy Miami (a kettő közül az erősebb) választásai közül a leggyengébb
8. 1 2  Charlotte választása
9. 1 2  San Antonio választása
10. ↑  A leggyengébb a Houston, a Brooklyn és a Philadelphia választásai körül
11. ↑  Atlanta akkor kapja meg a választást 2024-ben, ha a 15–30. hely közé, 2025-ban, ha a 13–30. hely közé, 2026-ban, ha a 11–30. hely közé esik. Ha 2026-ig nem kapja meg a Hawks, akkor Sacramento 2026-os és 2027-es második köri választása lesz.
12. 1 2 3 4 5  Milwaukee választása
13. ↑  Az egyik Detroit, a másik a New Orleans és a Portland választásai között az erősebbik
14. ↑  2026-ban a Utah tartozik egy védett első köri választással az Oklahoma Citynek. Utah csak akkor tudja elcserélni ezt a választást, ha az első nyolc helyre esik.
15. ↑  A Utah akkor kapja meg, ha nem az első öt hely egyikére esik. Minden más esetben a Timberwolves második köri választását kapják meg az évben.
16. ↑  Indiana akkor kapja meg a választást, ha az a 13. és 30. hely közé esik. Ha nem, akkor a 2023-as második köri Dallas, Houston és Miami választások közül a leggyengébb lesz.
17. ↑  Minnesota és New York választásai közül a legjobb.
18. ↑  New York csak akkor kapja meg a választást, ha 56–60. hely közé esik.
19. ↑  Oklahoma City akkor kapja meg a választást, ha a 41–60. hely között lesz
20. ↑  A Dallas, az Oklahoma City és a Philadelphia választásai közül a második legjobb
21. ↑  Boston akkor kapja meg, ha 56–60. hely közé esik
22. ↑  Chicago választása
23. ↑  A Lakers és a Wizards választásai közül a gyengébbik. Washington a 2028-as választásukat 2021-ben küldte Los Angelesbe. A Lakers az erősebb választást Orlandóba küldte a 2022-es draft előtt, majd a Lakers a fennmaradó választást Washingtonba küldték ebben a tranzakcióban. Ezzel ez lényegében egy választáscsere, anélkül, hogy választáscsere lenne.
24. ↑  Miami választása
25. 1 2  Oklahoma City választása
26. ↑  Ha a Rockets választása a 31. vagy 32. helyen lesz, a Thunder megkapja a Mavericks, a Heat vagy a Trail Blazers 2023-as második köri választását (a leggyengébbet). Ha a Rockets választása 33. alá esik, a Thunder meg fogja kapni a Rockets vagy a Trail Blazers 2023-as második köri választását (a gyengébbet).
27. ↑  Boston választása
28. 1 2 3 4  New Orleans választása
29. 1 2 3 4 5 6  Phoenix választása
30. 1 2 3 4  A Los Angeles Clippers választása
31. 1 2 3  Memphis választása
32. 1 2 3 4  Toronto választása
33. ↑  Utah akkor kapja meg a választást, ha az 5. és a 30. hely közé esik. Másképp a Lakers második köri választását kapják meg 2027-ben.
34. ↑  A Memphis és a Washington választásai közül a gyengébb.
35. 1 2  Utah választása
36. 1 2 3 4 5  Atlanta választása
37. ↑  A Golden State választása
38. ↑  Indiana választása
39. 1 2 3  Portland választása
40. ↑  Philadelphia választása
41. 1 2  Denver választása

## Előszezon

### Amerikai mérkőzések
Az NBA gyakran rendez az előszezonban mérkőzéseket olyan amerikai városokban, amiknek nincsen NBA-csapata.
| Dátum       | Csapatok                                        | Helyszín             | Város                      | For.   |
| ----------- | ----------------------------------------------- | -------------------- | -------------------------- | ------ |
| Október 3.  | Los Angeles Clippers vs. Portland Trail Blazers | Climate Pledge Aréna | Seattle, Washington        | [ 66 ] |
| Október 5.  | Oklahoma City Thunder vs. Dallas Mavericks      | BOK Center           | Tulsa, Oklahoma            | [ 67 ] |
| Október 5.  | Los Angeles Lakers vs. Phoenix Suns             | T-Mobile Aréna       | Las Vegas, Nevada          | [ 68 ] |
| Október 6.  | Los Angeles Lakers vs. Minnesota Timberwolves   | T-Mobile Aréna       | Las Vegas, Nevada          | [ 68 ] |
| Október 7.  | Charlotte Hornets vs. Boston Celtics            | Greensboro Coliseum  | Greensboro, Észak-Karolina | [ 69 ] |
| Október 14. | New Orleans Pelicans vs. Atlanta Hawks          | Legacy Aréna         | Birmingham, Alabama        | [ 70 ] |

### Nemzetközi mérkőzések
Ebben az előszezonban több nemzetközi helyszínen is játszottak mérkőzéseket. A Golden State Warriors és a Washington Wizards kétszer mérkőzött meg Tokióban, míg az Atlanta Hawks és a Milwaukee Bucks is kétszer, de Abu-Dzabiban.
| Dátum                         | Csapatok                                     | Helyszín                  | Város                              | For.   |
| ----------------------------- | -------------------------------------------- | ------------------------- | ---------------------------------- | ------ |
| Szeptember 30.                | Golden State Warriors vs. Washington Wizards | Saitama Super Aréna       | Tokió, Japán                       | [ 71 ] |
| Október 2.                    | Golden State Warriors vs. Washington Wizards | Saitama Super Aréna       | Tokió, Japán                       | [ 71 ] |
| [ 71 ]                        | Golden State Warriors vs. Washington Wizards | Saitama Super Aréna       | Tokió, Japán                       |        |
| Toronto Raptors vs. Utah Jazz | Rogers Place                                 | Edmonton, Alberta, Kanada | [ 73 ]                             |        |
| Október 6.                    | Atlanta Hawks vs. Milwaukee Bucks            | Etihad Aréna              | Abu-Dzabi, Egyesült Arab Emírségek | [ 72 ] |
| Október 8.                    | Atlanta Hawks vs. Milwaukee Bucks            | Etihad Aréna              | Abu-Dzabi, Egyesült Arab Emírségek | [ 72 ] |
| Október 14.                   | Toronto Raptors vs. Boston Celtics           | Bell Centre               | Montréal, Québec, Kanada           | [ 73 ] |

## Alapszakasz
Az alapszakasz 2022 októberében kezdődött és 2023 áprilisában ért véget.
| A rájátszásba jutott       |
| A Play-In szakaszba jutott |

Frissítve: Az alapszakasz vége
Jelmagyarázat
- z – Hazai pálya előny az egész rájátszásban
- c – Hazai pálya előny a főcsoportdöntőig
- y – Csoportgyőztes
- x – Rájátszásba jutott
- pi – Play-In szakaszba jutott

### Csoportonként
| Keleti főcsoport        |    |    |      |      |        |           |         |
| Atlanti csoport         |    |    |      |      |        |           |         |
| Csapat                  | Gy | V  | %    | GB   | Otthon | Idegenben | Csoport |
| x – Boston Celtics      | 57 | 25 | .695 | 1.0  | 32–9   | 25–16     | 11–5    |
| x – Philadelphia 76ers  | 54 | 28 | .659 | 4.0  | 29–12  | 25–16     | 10–6    |
| x – New York Knicks     | 47 | 35 | .573 | 11.0 | 23–18  | 24–17     | 8–8     |
| x – Brooklyn Nets       | 45 | 37 | .549 | 13.0 | 23–18  | 22–19     | 7–9     |
| pi – Toronto Raptors    | 41 | 41 | .500 | 17.0 | 27–14  | 14–27     | 4–12    |
| Központi csoport        |    |    |      |      |        |           |         |
| Csapat                  | Gy | V  | %    | GB   | Otthon | Idegenben | Csoport |
| z – Milwaukee Bucks     | 58 | 24 | .707 | 0.0  | 32–9   | 26–15     | 11–5    |
| x – Cleveland Cavaliers | 51 | 31 | .622 | 7.0  | 31–10  | 20–21     | 13–3    |
| pi – Chicago Bulls      | 40 | 42 | .488 | 18.0 | 22–19  | 18–23     | 7–9     |
| Indiana Pacers          | 35 | 47 | .427 | 23.0 | 20–21  | 15–26     | 7–9     |
| Detroit Pistons         | 17 | 65 | .207 | 41.0 | 9–32   | 8–33      | 2–14    |
| Délkeleti csoport       |    |    |      |      |        |           |         |
| Csapat                  | Gy | V  | %    | GB   | Otthon | Idegenben | Csoport |
| y – Miami Heat          | 44 | 38 | .537 | 14.0 | 27–14  | 17–24     | 10–6    |
| x – Atlanta Hawks       | 41 | 41 | .500 | 17.0 | 24–17  | 17–24     | 8–8     |
| Orlando Magic           | 41 | 41 | .500 | 17.0 | 24–17  | 17–24     | 8–8     |
| Washington Wizards      | 34 | 48 | .415 | 24.0 | 20–21  | 14–27     | 7–9     |
| Charlotte Hornets       | 27 | 55 | .329 | 31.0 | 13–28  | 14–27     | 7–9     |

| Nyugati főcsoport          |    |    |      |      |        |           |         |
| Északnyugati csoport       |    |    |      |      |        |           |         |
| Csapat                     | Gy | V  | %    | GB   | Otthon | Idegenben | Csoport |
| c – Denver Nuggets         | 53 | 29 | .646 | 0.0  | 34–7   | 19–22     | 10–6    |
| x – Minnesota Timberwolves | 42 | 40 | .512 | 11.0 | 22–19  | 20–21     | 8–8     |
| pi – Oklahoma City Thunder | 40 | 42 | .488 | 13.0 | 24–17  | 16–25     | 9–7     |
| Utah Jazz                  | 37 | 45 | .451 | 16.0 | 23–18  | 14–27     | 6–10    |
| Portland Trail Blazers     | 33 | 49 | .402 | 20.0 | 17–24  | 16–25     | 7–9     |
| Csendes-óceáni csoport     |    |    |      |      |        |           |         |
| Csapat                     | Gy | V  | %    | GB   | Otthon | Idegenben | Csoport |
| y – Sacramento Kings       | 48 | 34 | .585 | 5.0  | 23–18  | 25–16     | 9–7     |
| x – Phoenix Suns           | 45 | 37 | .549 | 8.0  | 28–13  | 17–24     | 9–7     |
| x – Los Angeles Clippers   | 44 | 38 | .537 | 9.0  | 23–18  | 21–20     | 9–7     |
| x – Golden State Warriors  | 44 | 38 | .537 | 9.0  | 33–8   | 11–30     | 7–9     |
| x – Los Angeles Lakers     | 43 | 39 | .524 | 10.0 | 23–18  | 20–21     | 6–10    |
| Délnyugati csoport         |    |    |      |      |        |           |         |
| Csapat                     | Gy | V  | %    | GB   | Otthon | Idegenben | Csoport |
| y – Memphis Grizzlies      | 51 | 31 | .622 | 2.0  | 35–6   | 16–25     | 13–3    |
| pi – New Orleans Pelicans  | 42 | 40 | .512 | 11.0 | 27–14  | 15–26     | 11–5    |
| Dallas Mavericks           | 38 | 44 | .463 | 15.0 | 23–18  | 15–26     | 9–7     |
| San Antonio Spurs          | 22 | 60 | .268 | 31.0 | 14–27  | 8–33      | 4–12    |
| Houston Rockets            | 22 | 60 | .268 | 31.0 | 14–27  | 8–33      | 3–13    |

### Főcsoportonként
| Keleti főcsoport |                         |    |    |      |      |
| Hely.            | Csapat                  | Gy | V  | %    | GB   |
| 1.               | z – Milwaukee Bucks     | 58 | 24 | .707 | –    |
| 2.               | x – Boston Celtics      | 57 | 25 | .695 | 1.0  |
| 3.               | x – Philadelphia 76ers  | 54 | 28 | .659 | 4.0  |
| 4.               | x – Cleveland Cavaliers | 51 | 31 | .622 | 7.0  |
| 5.               | x – New York Knicks     | 47 | 35 | .573 | 11.0 |
| 6.               | x – Brooklyn Nets       | 45 | 37 | .549 | 13.0 |
|                  |                         |    |    |      |      |
| 7.               | x – Atlanta Hawks       | 41 | 41 | .500 | 17.0 |
| 8.               | y – Miami Heat          | 44 | 38 | .537 | 14.0 |
| 9.               | pi – Toronto Raptors    | 41 | 41 | .500 | 17.0 |
| 10.              | pi – Chicago Bulls      | 40 | 42 | .488 | 18.0 |
|                  |                         |    |    |      |      |
| 11.              | o – Indiana Pacers      | 35 | 47 | .427 | 23.0 |
| 12.              | o – Washington Wizards  | 35 | 47 | .427 | 23.0 |
| 13.              | o – Orlando Magic       | 34 | 48 | .415 | 24.0 |
| 14.              | o – Charlotte Hornets   | 27 | 55 | .329 | 31.0 |
| 15.              | o – Detroit Pistons     | 17 | 65 | .207 | 41.0 |

| Nyugati főcsoport |                            |    |    |      |      |
| Hely.             | Csapat                     | Gy | V  | %    | GB   |
| 1.                | c – Denver Nuggets         | 53 | 29 | .646 | –    |
| 2.                | y – Memphis Grizzlies      | 51 | 31 | .622 | 2.0  |
| 3.                | y – Sacramento Kings       | 48 | 34 | .585 | 5.0  |
| 4.                | x – Phoenix Suns           | 45 | 37 | .549 | 8.0  |
| 5.                | x – Los Angeles Clippers   | 44 | 38 | .537 | 9.0  |
| 6.                | x – Golden State Warriors  | 44 | 38 | .537 | 9.0  |
|                   |                            |    |    |      |      |
| 7.                | x – Los Angeles Lakers     | 43 | 39 | .524 | 10.0 |
| 8.                | x – Minnesota Timberwolves | 42 | 40 | .512 | 11.0 |
| 9.                | pi – New Orleans Pelicans  | 42 | 40 | .512 | 11.0 |
| 10.               | pi – Oklahoma City Thunder | 40 | 42 | .488 | 13.0 |
|                   |                            |    |    |      |      |
| 11.               | o – Dallas Mavericks       | 38 | 44 | .463 | 15.0 |
| 12.               | o – Utah Jazz              | 37 | 45 | .451 | 16.0 |
| 13.               | o – Portland Trail Blazers | 33 | 49 | .402 | 20.0 |
| 14.               | o – San Antonio Spurs      | 22 | 60 | .268 | 31.0 |
| 15.               | o – Houston Rockets        | 22 | 60 | .268 | 31.0 |

### Nemzetközi mérkőzések
Évek óta először ismét lesznek nemzetközi mérkőzések az alapszakaszban, mikor a Chicago Bulls és a Detroit Pistons megmérkőzik a párizsi Accor Arénában és a Miami Heat, illetve a San Antonio Spurs a mexikóvárosi Mexico City Arénában.
| Dátum        | Csapat                          | Stadion           | Helyszín              | For.   |
| ------------ | ------------------------------- | ----------------- | --------------------- | ------ |
| december 17. | Miami Heat – San Antonio Spurs  | Mexico City Aréna | Mexikóváros, Mexikó   | [ 75 ] |
| január 19.   | Chicago Bulls – Detroit Pistons | Accor Aréna       | Párizs, Franciaország | [ 74 ] |

## Play-In
Az NBA a 7. és 10. hely között végző csapatoknak fog tartani egy play-in tornát 2023 áprilisában. A 7. fog a 8. helyezett ellen játszani és a győztes fogja megkapni a 7. helyet a rájátszásban. A kilencedik fog játszani a tizedikkel, ahol a vesztes nem játszhat tovább helyért a rájátszásban, és a győztes fog játszani a 7. és a 8. közötti mérkőzés vesztesével a 8. helyezésért a rájátszásban.

### Keleti főcsoport
|  |                                        |                                        |                                        |               |            |                |                |                |         |  |                  |                  |                  |
|  | 7. helyezésért és a második fordulóért | 7. helyezésért és a második fordulóért | 7. helyezésért és a második fordulóért |               |            | 8. helyezésért | 8. helyezésért | 8. helyezésért |         |  | Végső helyezések | Végső helyezések | Végső helyezések |
|  | 7. helyezésért és a második fordulóért | 7. helyezésért és a második fordulóért | 7. helyezésért és a második fordulóért |               |            | 8. helyezésért | 8. helyezésért | 8. helyezésért |         |  | Végső helyezések | Végső helyezések | Végső helyezések |
|  |                                        |                                        |                                        |               |            |                |                |                |         |  |                  |                  |                  |
|  |                                        |                                        |                                        |               |            |                |                |                |         |  |                  |                  |                  |
|  | 7.                                     | Miami Heat                             | 105                                    |               |            |                | Atlanta Hawks  | Atlanta Hawks  | 7. hely |  |                  |                  |                  |
|  | 7.                                     | Miami Heat                             | 105                                    |               |            |                | Atlanta Hawks  | Atlanta Hawks  | 7. hely |  |                  |                  |                  |
|  | 8.                                     | Atlanta Hawks                          | 116                                    |               |            |                |                |                |         |  | Miami Heat       | Miami Heat       | 8. hely          |
|  | 8.                                     | Atlanta Hawks                          | 116                                    |               |            |                |                |                |         |  | Miami Heat       | Miami Heat       | 8. hely          |
|  |                                        |                                        |                                        | Miami Heat    | Miami Heat | 102            |                |                |         |  |                  |                  |                  |
|  |                                        |                                        |                                        | Miami Heat    | Miami Heat | 102            |                |                |         |  |                  |                  |                  |
|  |                                        |                                        | Chicago Bulls                          | Chicago Bulls | 91         |                |                |                |         |  |                  |                  |                  |
|  |                                        |                                        |                                        | Chicago Bulls | 91         |                |                |                |         |  |                  |                  |                  |
|  | 9.                                     | Toronto Raptors                        | 109                                    |               |            |                |                |                |         |  |                  |                  |                  |
|  | 9.                                     | Toronto Raptors                        | 109                                    |               |            |                |                |                |         |  |                  |                  |                  |
|  | 10.                                    | Chicago Bulls                          | 105                                    |               |            |                |                |                |         |  |                  |                  |                  |
|  | 10.                                    | Chicago Bulls                          | 105                                    |               |            |                |                |                |         |  |                  |                  |                  |
|  |                                        |                                        |                                        |               |            |                |                |                |         |  |                  |                  |                  |

### Nyugati főcsoport
|  |                                        |                                        |                                        |                        |                        |                |                    |                    |         |  |                        |                        |                  |
|  | 7. helyezésért és a második fordulóért | 7. helyezésért és a második fordulóért | 7. helyezésért és a második fordulóért |                        |                        | 8. helyezésért | 8. helyezésért     | 8. helyezésért     |         |  | Végső helyezések       | Végső helyezések       | Végső helyezések |
|  | 7. helyezésért és a második fordulóért | 7. helyezésért és a második fordulóért | 7. helyezésért és a második fordulóért |                        |                        | 8. helyezésért | 8. helyezésért     | 8. helyezésért     |         |  | Végső helyezések       | Végső helyezések       | Végső helyezések |
|  |                                        |                                        |                                        |                        |                        |                |                    |                    |         |  |                        |                        |                  |
|  |                                        |                                        |                                        |                        |                        |                |                    |                    |         |  |                        |                        |                  |
|  | 7.                                     | Los Angeles Lakers                     | 108                                    |                        |                        |                | Los Angeles Lakers | Los Angeles Lakers | 7. hely |  |                        |                        |                  |
|  | 7.                                     | Los Angeles Lakers                     | 108                                    |                        |                        |                | Los Angeles Lakers | Los Angeles Lakers | 7. hely |  |                        |                        |                  |
|  | 8.                                     | Minnesota Timberwolves                 | 102                                    |                        |                        |                |                    |                    |         |  | Minnesota Timberwolves | Minnesota Timberwolves | 8. hely          |
|  | 8.                                     | Minnesota Timberwolves                 | 102                                    |                        |                        |                |                    |                    |         |  | Minnesota Timberwolves | Minnesota Timberwolves | 8. hely          |
|  |                                        |                                        |                                        | Minnesota Timberwolves | Minnesota Timberwolves | 120            |                    |                    |         |  |                        |                        |                  |
|  |                                        |                                        |                                        | Minnesota Timberwolves | Minnesota Timberwolves | 120            |                    |                    |         |  |                        |                        |                  |
|  |                                        |                                        | Oklahoma City Thunder                  | Oklahoma City Thunder  | 95                     |                |                    |                    |         |  |                        |                        |                  |
|  |                                        |                                        |                                        | Oklahoma City Thunder  | 95                     |                |                    |                    |         |  |                        |                        |                  |
|  | 9.                                     | New Orleans Pelicans                   | 118                                    |                        |                        |                |                    |                    |         |  |                        |                        |                  |
|  | 9.                                     | New Orleans Pelicans                   | 118                                    |                        |                        |                |                    |                    |         |  |                        |                        |                  |
|  | 10.                                    | Oklahoma City Thunder                  | 123                                    |                        |                        |                |                    |                    |         |  |                        |                        |                  |
|  | 10.                                    | Oklahoma City Thunder                  | 123                                    |                        |                        |                |                    |                    |         |  |                        |                        |                  |
|  |                                        |                                        |                                        |                        |                        |                |                    |                    |         |  |                        |                        |                  |

## Rájátszás
|  | Első forduló | Első forduló           | Első forduló |                    |    | Főcsoport-elődöntő    | Főcsoport-elődöntő | Főcsoport-elődöntő |  |  | Főcsoportdöntő | Főcsoportdöntő | Főcsoportdöntő |  |  | NBA-döntő | NBA-döntő | NBA-döntő |  |
|  |              |                        |              |                    |    |                       |                    |                    |  |  |                |                |                |  |  |           |           |           |  |
|  | E1           | Milwaukee Bucks*       | 1            |                    |    |                       |                    |                    |  |  |                |                |                |  |  |           |           |           |  |
|  | E1           | Milwaukee Bucks*       | 1            |                    |    |                       |                    |                    |  |  |                |                |                |  |  |           |           |           |  |
|  | E8           | Miami Heat*            | 4            |                    |    |                       |                    |                    |  |  |                |                |                |  |  |           |           |           |  |
|  | E8           | Miami Heat*            | 4            |                    | E8 | Miami Heat*           | 4                  |                    |  |  |                |                |                |  |  |           |           |           |  |
|  |              |                        |              |                    | E8 | Miami Heat*           | 4                  |                    |  |  |                |                |                |  |  |           |           |           |  |
|  |              |                        | E5           | New York Knicks    | 2  |                       |                    |                    |  |  |                |                |                |  |  |           |           |           |  |
|  | E4           | Cleveland Cavaliers    | E5           | New York Knicks    | 2  | 1                     |                    |                    |  |  |                |                |                |  |  |           |           |           |  |
|  | E4           | Cleveland Cavaliers    |              |                    |    |                       |                    |                    |  |  |                |                |                |  |  |           |           |           |  |
|  | E5           | New York Knicks        | 4            |                    |    |                       |                    |                    |  |  |                |                |                |  |  |           |           |           |  |
|  | E5           | New York Knicks        | 4            |                    | E8 | Miami Heat*           | 4                  |                    |  |  |                |                |                |  |  |           |           |           |  |
|  |              |                        |              |                    |    |                       |                    |                    |  |  |                |                |                |  |  |           |           |           |  |
|  |              |                        | E2           | Boston Celtics*    | 3  |                       |                    |                    |  |  |                |                |                |  |  |           |           |           |  |
|  | E3           | Philadelphia 76ers     | E2           | Boston Celtics*    | 3  | 4                     |                    |                    |  |  |                |                |                |  |  |           |           |           |  |
|  | E3           | Philadelphia 76ers     |              |                    |    |                       |                    |                    |  |  |                |                |                |  |  |           |           |           |  |
|  | E6           | Brooklyn Nets          | 0            |                    |    |                       |                    |                    |  |  |                |                |                |  |  |           |           |           |  |
|  | E6           | Brooklyn Nets          | 0            |                    | E3 | Philadelphia 76ers    | 3                  |                    |  |  |                |                |                |  |  |           |           |           |  |
|  |              |                        |              |                    | E3 | Philadelphia 76ers    | 3                  |                    |  |  |                |                |                |  |  |           |           |           |  |
|  |              |                        | E2           | Boston Celtics*    | 4  |                       |                    |                    |  |  |                |                |                |  |  |           |           |           |  |
|  | E2           | Boston Celtics*        | E2           | Boston Celtics*    | 4  | 4                     |                    |                    |  |  |                |                |                |  |  |           |           |           |  |
|  | E2           | Boston Celtics*        |              |                    |    |                       |                    |                    |  |  |                |                |                |  |  |           |           |           |  |
|  | E7           | Atlanta Hawks          | 2            |                    |    |                       |                    |                    |  |  |                |                |                |  |  |           |           |           |  |
|  | E7           | Atlanta Hawks          | 2            |                    | E8 | Miami Heat*           | 1                  |                    |  |  |                |                |                |  |  |           |           |           |  |
|  |              |                        |              |                    |    |                       |                    |                    |  |  |                |                |                |  |  |           |           |           |  |
|  |              |                        | W1           | Denver Nuggets*    | 4  |                       |                    |                    |  |  |                |                |                |  |  |           |           |           |  |
|  | W1           | Denver Nuggets*        | W1           | Denver Nuggets*    | 4  | 4                     |                    |                    |  |  |                |                |                |  |  |           |           |           |  |
|  | W1           | Denver Nuggets*        |              |                    |    |                       |                    |                    |  |  |                |                |                |  |  |           |           |           |  |
|  | W8           | Minnesota Timberwolves | 1            |                    |    |                       |                    |                    |  |  |                |                |                |  |  |           |           |           |  |
|  | W8           | Minnesota Timberwolves | 1            |                    | W1 | Denver Nuggets*       | 4                  |                    |  |  |                |                |                |  |  |           |           |           |  |
|  |              |                        |              |                    | W1 | Denver Nuggets*       | 4                  |                    |  |  |                |                |                |  |  |           |           |           |  |
|  |              |                        | W4           | Phoenix Suns       | 2  |                       |                    |                    |  |  |                |                |                |  |  |           |           |           |  |
|  | W4           | Phoenix Suns           | W4           | Phoenix Suns       | 2  | 4                     |                    |                    |  |  |                |                |                |  |  |           |           |           |  |
|  | W4           | Phoenix Suns           |              |                    |    |                       |                    |                    |  |  |                |                |                |  |  |           |           |           |  |
|  | W5           | Los Angeles Clippers   | 1            |                    |    |                       |                    |                    |  |  |                |                |                |  |  |           |           |           |  |
|  | W5           | Los Angeles Clippers   | 1            |                    | W1 | Denver Nuggets*       | 4                  |                    |  |  |                |                |                |  |  |           |           |           |  |
|  |              |                        |              |                    |    |                       |                    |                    |  |  |                |                |                |  |  |           |           |           |  |
|  |              |                        | W7           | Los Angeles Lakers | 0  |                       |                    |                    |  |  |                |                |                |  |  |           |           |           |  |
|  | W3           | Sacramento Kings*      | W7           | Los Angeles Lakers | 0  | 3                     |                    |                    |  |  |                |                |                |  |  |           |           |           |  |
|  | W3           | Sacramento Kings*      |              |                    |    |                       |                    |                    |  |  |                |                |                |  |  |           |           |           |  |
|  | W6           | Golden State Warriors  | 4            |                    |    |                       |                    |                    |  |  |                |                |                |  |  |           |           |           |  |
|  | W6           | Golden State Warriors  | 4            |                    | W6 | Golden State Warriors | 2                  |                    |  |  |                |                |                |  |  |           |           |           |  |
|  |              |                        |              |                    | W6 | Golden State Warriors | 2                  |                    |  |  |                |                |                |  |  |           |           |           |  |
|  |              |                        | W7           | Los Angeles Lakers | 4  |                       |                    |                    |  |  |                |                |                |  |  |           |           |           |  |
|  | W2           | Memphis Grizzlies*     | W7           | Los Angeles Lakers | 4  | 2                     |                    |                    |  |  |                |                |                |  |  |           |           |           |  |
|  | W2           | Memphis Grizzlies*     |              |                    |    |                       |                    |                    |  |  |                |                |                |  |  |           |           |           |  |
|  | W7           | Los Angeles Lakers     | 4            |                    |    |                       |                    |                    |  |  |                |                |                |  |  |           |           |           |  |

## Statisztikák

### Játékos

#### Meccsenként
| Kategória                | Játékos           | Csapat(ok)         | Statisztika |
| ------------------------ | ----------------- | ------------------ | ----------- |
| Pont/Mérkőzés            | Joel Embiid       | Philadelphia 76ers | 33,1        |
| Lepattanó/Mérkőzés       | Domantas Sabonis  | Sacramento Kings   | 12,3        |
| Gólpassz/Mérkőzés        | James Harden      | Philadelphia 76ers | 10,7        |
| Labdaszerzés/Mérkőzés    | OG Anunoby        | Toronto Raptors    | 1,9         |
| Blokk/Mérkőzés           | Jaren Jackson Jr. | Memphis Grizzlies  | 3,0         |
| Eladott labda/Mérkőzés   | Trae Young        | Atlanta Hawks      | 4,1         |
| Szabálytalanság/Mérkőzés | Jaren Jackson Jr. | Memphis Grizzlies  | 3,6         |
| Perc/Mérkőzés            | Pascal Siakam     | Toronto Raptors    | 37,4        |
| MG%                      | Nic Claxton       | Brooklyn Nets      | 70,5%       |
| BD%                      | Tyler Herro       | Miami Heat         | 93,4%       |
| 3P%                      | Luke Kennard      | Toronto Raptors    | 49,4%       |
| Hatékonyság/Mérkőzés     | Nikola Jokić      | Denver Nuggets     | 31,5        |
| Dupla-dupla              | Domantas Sabonis  | Sacramento Kings   | 65          |
| Tripla-dupla             | Nikola Jokić      | Denver Nuggets     | 29          |

#### Egy mérkőzésen
| Kategória    | Játékos           | Csapat(ok)             | Statisztika |
| ------------ | ----------------- | ---------------------- | ----------- |
| Pont         | Damian Lillard    | Portland Trail Blazers | 71          |
| Pont         | Donovan Mitchell  | Cleveland Cavaliers    | 71          |
| Lepattanó    | Ivica Zubac       | Los Angeles Clippers   | 29          |
| Gólpassz     | James Harden      | Philadelphia 76ers     | 21          |
| Labdaszerzés | D’Angelo Russell  | Minnesota Timberwolves | 7           |
| Labdaszerzés | De’Anthony Melton | Philadelphia 76ers     | 7           |
| Blokk        | Brook Lopez       | Milwaukee Bucks        | 9           |
| Hárompontos  | Damian Lillard    | Portland Trail Blazers | 13          |

### Csapatok
| Kategória                | Csapat                | Statisztika |
| ------------------------ | --------------------- | ----------- |
| Pont/Mérkőzés            | Sacramento Kings      | 120,7       |
| Lepattanó/Mérkőzés       | Milwaukee Bucks       | 48,6        |
| Gólpassz/Mérkőzés        | Golden State Warriors | 29,8        |
| Labdaszerzés/Mérkőzés    | Toronto Raptors       | 9,4         |
| Blokk/Mérkőzés           | Brooklyn Nets         | 6,2         |
| Eladott labda/Mérkőzés   | Golden State Warriors | 16,3        |
| Szabálytalanság/Mérkőzés | Detroit Pistons       | 22,1        |
| MG%                      | Denver Nuggets        | 50,4%       |
| BD%                      | Philadelphia 76ers    | 83,5%       |
| 3P%                      | Philadelphia 76ers    | 38,7%       |
| +/−                      | Boston Celtics        | +6,5        |

## Díjak

### Éves díjak

#### Egyéni díjak
| Díj                                               | Díjazott                              | Jelöltek                                                                        |
| ------------------------------------------------- | ------------------------------------- | ------------------------------------------------------------------------------- |
| Most Valuable Player                              | Joel Embiid (Philadelphia 76ers)      | Jánisz Antetokúnmpo (Milwaukee Bucks) Nikola Jokić (Denver Nuggets)             |
| Az év védekező játékosa                           | Jaren Jackson Jr. (Memphis Grizzlies) | Brook Lopez (Milwaukee Bucks) Evan Mobley (Cleveland Cavaliers)                 |
| Az év újonca                                      | Paolo Banchero (Orlando Magic)        | Walker Kessler (Utah Jazz) Jalen Williams (Oklahoma City Thunder)               |
| Az év hatodik embere                              | Malcolm Brogdon (Boston Celtics)      | Bobby Portis (Milwaukee Bucks) Immanuel Quickley (New York Knicks)              |
| Legtöbbet fejlődött játékos                       | Lauri Markkanen (Utah Jazz)           | Jalen Brunson (New York Knicks) Shai Gilgeous-Alexander (Oklahoma City Thunder) |
| Kia NBA Clutch Player of the Year                 | De’Aaron Fox (Sacramento Kings)       | Jimmy Butler (Miami Heat) DeMar DeRozan (Chicago Bulls)                         |
| Az év edzője                                      | Mike Brown (Sacramento Kings)         | Mark Daigneault (Oklahoma City Thunder) Joe Mazzulla (Boston Celtics)           |
| Az év ügyvezetője                                 |                                       |                                                                                 |
| NBA Sportember-díj                                |                                       |                                                                                 |
| Twyman–Stokes Az év csapattársa-díj               | Jrue Holiday (Milwaukee Bucks)        |                                                                                 |
| Community Assist Award                            |                                       |                                                                                 |
| Kareem Abdul-Jabbar Social Justice Champion Award |                                       |                                                                                 |

#### Elismerések
| - All-NBA első csapat: - F Jánisz Antetokúnmpo, Milwaukee Bucks - F Jayson Tatum, Boston Celtics - C Joel Embiid, Philadelphia 76ers - G Luka Dončić, Dallas Mavericks - G Shai Gilgeous-Alexander, Oklahoma City Thunder | - All-NBA második csapat: - F Jimmy Butler, Miami Heat - F Jaylen Brown, Boston Celtics - C Nikola Jokić, Denver Nuggets - G Donovan Mitchell, Cleveland Cavaliers - G Stephen Curry, Golden State Warriors | - All-NBA harmadik csapat: - F Julius Randle, New York Knicks - F LeBron James, Los Angeles Lakers - C Domantas Sabonis, Sacramento Kings - G De’Aaron Fox, Sacramento Kings - G Damian Lillard, Portland Trail Blazers |

| - Első védekező csapat: - F Jaren Jackson Jr., Memphis Grizzlies - F Evan Mobley, Cleveland Cavaliers - C Brook Lopez, Milwaukee Bucks - G Jrue Holiday, Milwaukee Bucks - G Alex Caruso, Chicago Bulls | - Második védekező csapat: - F O.G. Anunoby, Toronto Raptors - F Draymond Green, Golden State Warriors - C Bam Adebayo, Miami Heat - G Derrick White, Boston Celtics - G Dillon Brooks, Memphis Grizzlies |

| - Első újonc csapat: - Paolo Banchero, Orlando Magic - Walker Kessler, Utah Jazz - Bennedict Mathurin, Indiana Pacers - Keegan Murray, Sacramento Kings - Jalen Williams, Oklahoma City Thunder | - Második újonc csapat: - Jalen Duren, Detroit Pistons - Tari Eason, Houston Rockets - Jaden Ivey, Detroit Pistons - Jabari Smith Jr., Houston Rockets - Jeremy Sochan, San Antonio Spurs |

### A hét játékosa
| Hét                     | Keleti főcsoport                              | Nyugati főcsoport                                     | For.    |
| ----------------------- | --------------------------------------------- | ----------------------------------------------------- | ------- |
| október 18–23.          | Jayson Tatum (Boston Celtics) (1/1)           | Damian Lillard (Portland Trail Blazers) (1/3)         | [ 90 ]  |
| október 24–30.          | Jánisz Antetokúnmpo (Milwaukee Bucks) (1/4)   | Shai Gilgeous-Alexander (Oklahoma City Thunder) (1/2) | [ 91 ]  |
| október 31–november 6.  | Kevin Durant (Brooklyn Nets) (1/2)            | Paul George (Los Angeles Clippers) (1/1)              | [ 92 ]  |
| november 7–13.          | Joel Embiid (Philadelphia 76ers) (1/4)        | Stephen Curry (Golden State Warriors) (1/1)           | [ 93 ]  |
| november 14–20.         | Tyrese Haliburton (Indiana Pacers) (1/1)      | De’Aaron Fox (Sacramento Kings) (1/1)                 | [ 94 ]  |
| november 21–27.         | Jánisz Antetokúnmpo (Milwaukee Bucks) (2/4)   | Deandre Ayton (Phoenix Suns) (1/1)                    | [ 95 ]  |
| november 28–december 4. | Kevin Durant (Brooklyn Nets) (2/2)            | Anthony Davis (Los Angeles Lakers) (1/2)              | [ 96 ]  |
| december 5–11.          | Joel Embiid (Philadelphia 76ers) (2/4)        | Zion Williamson (New Orleans Pelicans) (1/1)          | [ 97 ]  |
| december 12–18.         | Donovan Mitchell (Cleveland Cavaliers) (1/2)  | Nikola Jokić (Denver Nuggets) (1/1)                   | [ 98 ]  |
| december 19–25.         | Pascal Siakam (Toronto Raptors) (1/1)         | Luka Dončić (Dallas Mavericks) (1/2)                  | [ 99 ]  |
| december 26–január 1.   | Kristaps Porziņģis (Washington Wizards) (1/1) | Luka Dončić (Dallas Mavericks) (2/2)                  | [ 100 ] |
| január 2–8.             | Donovan Mitchell (Cleveland Cavaliers) (2/2)  | LeBron James (Los Angeles Lakers) (1/1)               | [ 101 ] |
| január 9–15.            | Jalen Brunson (New York Knicks) (1/1)         | Domantas Sabonis (Sacramento Kings) (1/3)             | [ 102 ] |
| január 16–22.           | Jrue Holiday (Milwaukee Bucks) (1/1)          | LeBron James (Los Angeles Lakers) (2/2)               | [ 103 ] |
| január 23–29.           | Jánisz Antetokúnmpo (Milwaukee Bucks) (3/4)   | Damian Lillard (Portland Trail Blazers) (2/3)         | [ 104 ] |
| január 30–február 5.    | Jánisz Antetokúnmpo (Milwaukee Bucks) (4/4)   | Damian Lillard (Portland Trail Blazers) (3/3)         | [ 105 ] |
| február 6–12.           | Derrick White (Boston Celtics) (1/1)          | Shai Gilgeous-Alexander (Oklahoma City Thunder) (2/2) | [ 106 ] |
| február 27–március 5.   | Julius Randle (New York Knicks) (1/1)         | Devin Booker (Phoenix Suns) (1/1)                     | [ 107 ] |
| március 6–12.           | Joel Embiid (Philadelphia 76ers) (3/4)        | Domantas Sabonis (Sacramento Kings) (2/3)             | [ 108 ] |
| március 13–19.          | Joel Embiid (Philadelphia 76ers) (4/4)        | Domantas Sabonis (Sacramento Kings) (3/3)             | [ 109 ] |
| március 20–26.          | Jaylen Brown (Boston Celtics) (1/1)           | Brandon Ingram (New Orleans Pelicans) (1/1)           | [ 110 ] |
| március 27–április 2.   | Mikal Bridges (Brooklyn Nets) (1/1)           | Anthony Davis (Los Angeles Lakers) (2/2)              | [ 111 ] |
| április 3–9.            | Bobby Portis (Milwaukee Bucks) (1/1)          | Kawhi Leonard (Los Angeles Clippers) (1/1)            | [ 112 ] |

### A hónap játékosa
| Hónap            | Keleti főcsoport                       | Nyugati főcsoport                        | For.    |
| ---------------- | -------------------------------------- | ---------------------------------------- | ------- |
| Október/November | Jayson Tatum (Boston Celtics) (1/1)    | Devin Booker (Phoenix Suns) (1/1)        | [ 113 ] |
| December         | Joel Embiid (Philadelphia 76ers) (1/3) | Luka Dončić (Dallas Mavericks) (1/1)     | [ 114 ] |
| Január           | Joel Embiid (Philadelphia 76ers) (2/3) | Nikola Jokić (Denver Nuggets) (1/2)      | [ 115 ] |
| Február          | Jalen Brunson (New York Knicks) (1/1)  | Nikola Jokić (Denver Nuggets) (2/2)      | [ 116 ] |
| Március/Április  | Joel Embiid (Philadelphia 76ers) (3/3) | Anthony Davis (Los Angeles Lakers) (1/1) | [ 117 ] |

### A hónap újonca
| Hónap            | Keleti főcsoport                          | Nyugati főcsoport                            | For.    |
| ---------------- | ----------------------------------------- | -------------------------------------------- | ------- |
| Október/November | Bennedict Mathurin (Indiana Pacers) (1/1) | Jalen Williams (Oklahoma City Thunder) (1/2) | [ 118 ] |
| December         | Paolo Banchero (Orlando Magic) (1/4)      | Keegan Murray (Sacramento Kings) (1/2)       | [ 119 ] |
| Január           | Paolo Banchero (Orlando Magic) (2/4)      | Keegan Murray (Sacramento Kings) (2/2)       | [ 115 ] |
| Február          | Paolo Banchero (Orlando Magic) (3/4)      | Walker Kessler (Utah Jazz) (1/1)             | [ 120 ] |
| Március/Április  | Paolo Banchero (Orlando Magic) (4/4)      | Jalen Williams (Oklahoma City Thunder) (2/2) | [ 121 ] |

### A hónap edzője
| Hónap            | Keleti főcsoport                         | Nyugati főcsoport                         | For.    |
| ---------------- | ---------------------------------------- | ----------------------------------------- | ------- |
| Október/November | Joe Mazzulla (Boston Celtics) (1/1)      | Monty Williams (Phoenix Suns) (1/1)       | [ 122 ] |
| December         | Jacque Vaughn (Brooklyn Nets) (1/1)      | Willie Green (New Orleans Pelicans) (1/1) | [ 123 ] |
| Január           | Doc Rivers (Philadelphia 76ers) (1/2)    | Michael Malone (Denver Nuggets) (1/1)     | [ 124 ] |
| Február          | Mike Budenholzer (Milwaukee Bucks) (1/1) | Mike Brown (Sacramento Kings) (1/1)       | [ 125 ] |
| Március/Április  | Doc Rivers (Philadelphia 76ers) (2/2)    | Taylor Jenkins (Memphis Grizzlies) (1/1)  | [ 126 ] |

## Közvetítés
Ez lesz az ABC–ESPN–TNT–NBA TV közvetítők kilenc éves szerződésének hetedik éve. Az ESPN adja a szerdai mérkőzéseket az egész szezonban, a pénteki meccsek nagy részét és a vasárnapiak közül néhányat a szezon második felében. Az ABC a szezon második felében nyolc szombati mérkőzést ad, a NBA Saturday Primetime műsor néven és három vasárnapit februárban és márciusban, NBA Sunday Showcase címen. A TNT adja a keddi mérkőzéseket az egész szezonban és a csütörtökieket februártól. Az NBA TV adja azon mérkőzések egy részét, amiket a másik három csatorna nem közvetít, beleértve az összes hétfői meccset és a csütörtökieket a szezon első felében.
Tekintve, hogy december 25. vasárnapra esik 2022-ben, az NBA karácsonyi mérkőzéseinek versenyezni kell majd az NFL-ével a nézettségért. Az öt erre a napra tervezett mérkőzést az ESPN és az ABC is egyszerre fogja közvetíteni.
Martin Luther King Jr. Napon négy mérkőzést tartanak, amiből kettőt-kettőt a TNT és az NBA TV közvetít. Január 24–28. a Riválisok Hete lesz az NBA-ben, ahol 11 mérkőzést közvetítenek országszerte.
Április 9-én, a szezon utolsó napján, olyan mérkőzéseket fognak adni, amik még téttel rendelkeznek a rájátszásba jutásért.
2022 októberében a Los Angeles Clippers elindította saját streaming platformját, amin a csapat országosan nem közvetített mérkőzéseit adják.

## Fontos események
- Az NBA és az NBPA bejelentette, hogy létrehoztak egy nyugdíjtervezetet az ABA játékosainak, akik legalább három szezont játszottak a ligában.[132]
- A Kormányzótanács jóváhagyta a Play-In torna véglegesítését, amely átmeneti formában került be az előző két szezonban a Covid19-pandémia miatt. Eddig évente szavazták meg újra használatát.[133]
- A liga bejelentette, hogy új büntetést vezetnek be az úgynevezett take foul esetében, amely akkor történik, ha a védő ellentámadás közben úgy akadályozza meg a játékot vagy úgy szabálytalan, hogy nem érinti meg a labdát. A támadó csapat kapni fog egy büntetődobást és vissza fogja kapni a labdát a büntető után. A védő egy sima szabálytalanságot fog kapni. Korábban a büntetés egy sima szabálytalanság volt a játékosnak és a támadó visszakapta a labdát, büntetődobás nélkül, ha még nem voltak a bónuszban.[133]
- Az NBA 2022 augusztusában visszavonultatta Bill Russel mezszámát az egész bajnokságban, így más játékos már nem léphet pályára a kosárlabdalegenda számával a hátán. Azon játékosok, akik a szezon kezdetén a 6-os számot viselték, megtarthatták. Russell lett az első játékos a liga történetében, akinek tiszteletére ezt megtették.[2]
- Az NBA csapatai az egész szezonban a mezek jobb karján szereplő logóval meg fognak megemlékezni Bill Russelről. Ezek mellett a pályákon is fel lesz tüntetve egy lóhere a hatos számmal együtt.[134]
- Az NBA úgy döntött, hogy nem szervez mérkőzéseket a választás napjára, november 8-án, hogy arra bíztassa a rajongókat, hogy menjenek el szavazni.[135] Általában az NBA nem rendez mérkőzéseket hálaadás, szenteste és az NCAA férfi kosárlabda-döntőjének napjára.
- 2023. január 24 és 28-án az NBA először megrendezi a Riválisok Hetét, aminek részeként az NBA legnagyobb klasszikus vagy kialakuló riválisai játszanak egymás ellen 11 mérkőzést.[75]
- 2022. július 9-én Nikola Jokić aláírta a liga történetének legnagyobb szerződését, 264 millió dollárért, a Denver Nuggets csapatával.[136]
- 2022. szeptember 13-án az NBA és a WNBA felfüggesztette és 10 millió dollárra büntette a Phoenix Suns tulajdonosát, Robert Sarvert egy évre, miután kiderült, hogy többször is rasszista kifejezéseket használt és szexuálisan zaklatott több férfi és női munkavállalót, illetve gyakran lekezelően viselkedett a csapatok dolgozóival.[137][138] Szeptember 21-én Sarver bejelentette, hogy el fogja adni a Suns és a WNBA-ben szereplő Phoenix Mercury csapatokat.[139]
- 2022. október 24.: Anthony Edwards lett az NBA történetének 8. legfiatalabb játékosa, aki pályafutása során 3000 pontot dobott.[140]
- 2022. október 24.: Kevin Durant megelőzte Alex English-t a pontszerzési örökranglistán, így már huszadik.[141]
- 2022. október 28.: DeMar DeRozan lett az NBA történetének 50. játékosa, aki 20 ezer pontot szerzett karrierje során.[142]
- 2022. november 1.: Kevin Durant megelőzte Vince Cartert a pontszerzési örökranglistán, így már tizenkilencedik.[143]
- 2022. november 4.: A Milwaukee Bucks a csapat történetének legjobb szezonkezdését érte el, 9 megnyert mérkőzéssel.[144]
- 2022. november 4.: A Golden State Warriors lett az első csapat az NBA történetében, ami elvesztette első hat mérkőzését idegenben.[145]
- 2022. november 8-án nem tartottak mérkőzéseket, a 2022-es amerikai választások miatt.[146]
- 2022. november 13.: Joel Embiid lett az első játékos az NBA történetében, aki egy meccsen legalább 50 pontot, 10 lepattanót, 5 gólpasszt és 5 blokkot szerzett.[147] Karriercsúcs 59 pontot szerzett, 11 lepattanó, 8 gólpassz és 7 blokk mellett, a Utah Jazz ellen. Ebből 26 pontot és 5 blokkot az utolsó 12 percben szerzett meg.[148]
- 2022. december 26.: Duncan Robinson érte el a leggyorsabb 800 hárompontost az NBA történetében, mindössze 263 mérkőzés kellett neki, megelőzve Luka Dončić 288-át.[149]
- 2022. december 27.: Luka Dončić lett az NBA történetének első játékosa, aki 60 pontos, 20 lepattanós tripla-duplát tudott szerezni (60 pont, 21 lepattanó, 10 gólpassz).[150]
- 2022. december 31.: Luka Dončić lett az NBA történetének első játékosa, aki öt mérkőzés alatt 250 pontot, 50 lepattanót és 50 gólpasszt szerzett.[151]
- 2023. január 3.: Donovan Mitchell a hetedik játékos lett az NBA történetében, aki legalább 70 pontot szerzett egy mérkőzésen. 71 pontja, 11 gólpassza és nyolc lepattanója volt a Chicago Bulls ellen. Ezzel együtt az NBA történetének egyetlen játékosa lett, aki 70 pont mellett legalább 10 gólpasszt is tudott adni.[152][153]
- 2023. január 10.: A Miami Heat csapata 40 büntetődobásból bedobta az összeset az Oklahoma City Thunder ellen, megdöntve a rekordot (39/39), amit a Utah Jazz állított be 1982-ben.[154]
- 2023. január 13.: A San Antonio Spurs beállította a rekordot a legnagyobb nézőszámért az NBA alapszakaszában, 68 323 fővel, a Golden State Warriors ellen.[155][156]
- 2023. január 15.: LeBron James lett a második játékos az NBA történetében, aki átlépte a 38 ezer pontos határt.[157]
- 2023. január 24.: LeBron James lett az első játékos az NBA történetében, aki legalább egyszer 40 pontot vagy többet dobott minden csapat ellen a ligában, miután negyvenhatot szerzett a Los Angeles Clippers ellen.[158]
- 2023. január 31.: Russell Westbrook megelőzte Gary Paytont az NBA gólpassz-örökranglistáján, így már tízedik.[159]
- 2023. január 31.: LeBron James lett az első játékos az NBA történetében, aki huszadik szezonjában tripla-duplát tudott szerezni.
- 2023. február 6.: Az NBA kormányzótanácsa egyhangúlag engedélyezi a Phoenix Suns tulajdonos-váltását. A csapat új tulajdonosa Mat Ishbia.[160][161]
- 2023. február 7.: LeBron James megelőzte Kareem Abdul-Jabbart az NBA pont-örökranglistáján, így már első. A 38 387 pontot átlépő dobását az Oklahoma City Thunder ellen szerezte.[162]
- 2023. február 26.: Damian Lillard a nyolcadik (és a legidősebb) játékos lett az NBA történetében, aki legalább 70 pontot szerzett egy mérkőzésen. A Houston Rockets ellen 71 pontja, 6 gólpassza és 6 lepattanója volt. Tizenhárom hárompontosa volt, ami mindössze egy találatra volt az NBA rekordtól. Az egyetlen játékos lett az NBA történetében, aki 70 pontot szerzett úgy, hogy közben több, mint 10 hárompontosa volt.[163][164]
- 2023. március 29.: Keegan Murray megelőzte a Donovan Mitchellt a legtöbb újonc által dobott hárompontosért egy szezonban (188).[165] Április 4-én lépte át a 200 hárompontos mérföldkövet.[166]
- 2023. március 29.: A Sacramento Kings bebiztosítja első rájátszás-szereplését 2006 óta, véget vetve az NBA történetének leghosszabb sorozatának részvétel nélkül.